# Barranc de la Conca (Roquetes)
El Barranc de la Conca, també conegut com Barranc de la Conca d'Anglesoles és un barranc del terme municipal de Roquetes, a la comarca catalana del Baix Ebre.
Està situat en el sector de ponent del terme, en el vessant sud-est del Caro. Neix al nord-est d'aquesta muntanya, en el vessant meridional de la Mola del Boix, des d'on davalla cap al sud fins que rep per la dreta el barranc d'Anglesoles. En aquell moment torç cap al sud-est, passa entre la Mola del Moro, que queda al sud-oest, i la Mola Castellona, al nord-est, fins que arriba al Racó d'Aiguadonzella, on s'ajunta amb el barranc de Desferracavalls per tal de formar el barranc de Covalta. En aquell lloc hi ha el Toll del Caragolet.